# Adriana Calcanhotto
Adriana da Cunha Calcanhotto (* 3. října 1965, Porto Alegre, Brazílie) je úspěšná brazilská zpěvačka, kytaristka a skladatelka především stylu MPB a populární hudby.

## Život a kariéra
Adriana pochází z hudební rodiny. Je dcerou Carlose Calcanhoty, bubeníka jazzové skupiny, a tanečnice. Hudbě se věnovala od dětství. V šesti letech dostala od dědečka svůj první hudební nástroj – klasickou kytaru. Později se začala věnovat také zpěvu.
Hudební kariéru zahájila hrou v barech a nočních klubech rodného Porto Alegre, později koncerty a účastí na festivalech po celé Brazílii. Koncem 80. let se přestěhovala do Rio de Janeira.
První sólové album Enguiço (1990) mělo značný úspěch, zejména píseň Naquela Estação, která zazněla v telenovele Raina da Sucata Sílvia de Abreu. V následujícím roce obdržela cenu Premio Sharp v kategorii „Objev roku“. Na svém druhém albu Senhas (1992) se již podílela také autorsky. Spíše experimentální charakter třetího alba A Fábrica do Poema z roku 1994 byl důsledkem nelibosti zpěvačky z přílišného mediálního zájmu. V roce 1995 zhudebnila několik básní portugalského básníka Mária de Sá-Carneira při příležitosti souborného vydání jeho díla. Další řadové album s názvem Maritmo vydala Calcanhotto po čtyřech letech. Album Adriana Partimpim z roku 2004, na kterém spoluúčinkuje mnoho známých brazilských umělců, je určeno především dětským posluchačům. V roce 2007 spoluúčinkovala Adriana Calcanhotto na slavnostním zahájení Panamerických her, které se konaly v brazilském Rio de Janeiru.

## Diskografie
- Enguiço, 1990
- Senhas, 1992
- A Fábrica do Poema, 1994
- Maritmo, 1998
- Público - (Ao Vivo), 2000
- Cantada, 2002
- Perfil, 2003
- Adriana Partimpim, 2004
- Adriana Partimpim - O Show, 2005
- Maré, 2008
- Partipim Dois, 2009
- O Micróbio do Samba, 2011
- Multishow ao Vivo: Micróbio Vivo, 2012
- Partipim Tlês, 2012
- Olhos de Onda, 2014
- Loucura, 2015